# Chiesa di Santa Maria Assunta (Borzonasca)
La chiesa di Santa Maria Assunta è un luogo di culto cattolico situato nella frazione di Prato Sopralacroce nel comune di Borzonasca, nella città metropolitana di Genova. La chiesa è sede della parrocchia omonima del vicariato di Sturla e Graveglia della diocesi di Chiavari.

## Storia e descrizione
La sua storia è legata al precedente edificio religioso, la chiesa parrocchiale di San Martino di Licciorno. Quest'ultimo edificio fu eretto intorno al X secolo o XI secolo e dipendente dall'abbazia di San Colombano di Bobbio fino al suo abbandono.
In seguito, fu riedificata una nuova chiesa nel XIV secolo, ma l'attuale aspetto è risalente alla successiva ricostruzione del 1730. La chiesa fu elevata al titolo di prevostura il 13 aprile 1896.
La pala raffigurante i Santi Rocco, Martino, Antonio abate e Lorenzo che intercedono presso la Vergine Maria e la Santissima Trinità per le anime del purgatorio - di scuola pittorica genovese del primo Settecento, forse della bottega di Domenico Piola - conservata nella parrocchiale di Prato Sopralacroce sarebbe appartenuta in origine, così come tramandato oralmente, alla chiesa di Licciorno e da lì trasferita in epoca incerta.